# Ardisia warburgiana
Ardisia warburgiana är en viveväxtart som beskrevs av Carl Christian Mez. Ardisia warburgiana ingår i släktet Ardisia och familjen viveväxter. Inga underarter finns listade i Catalogue of Life.